# オーファンダルス

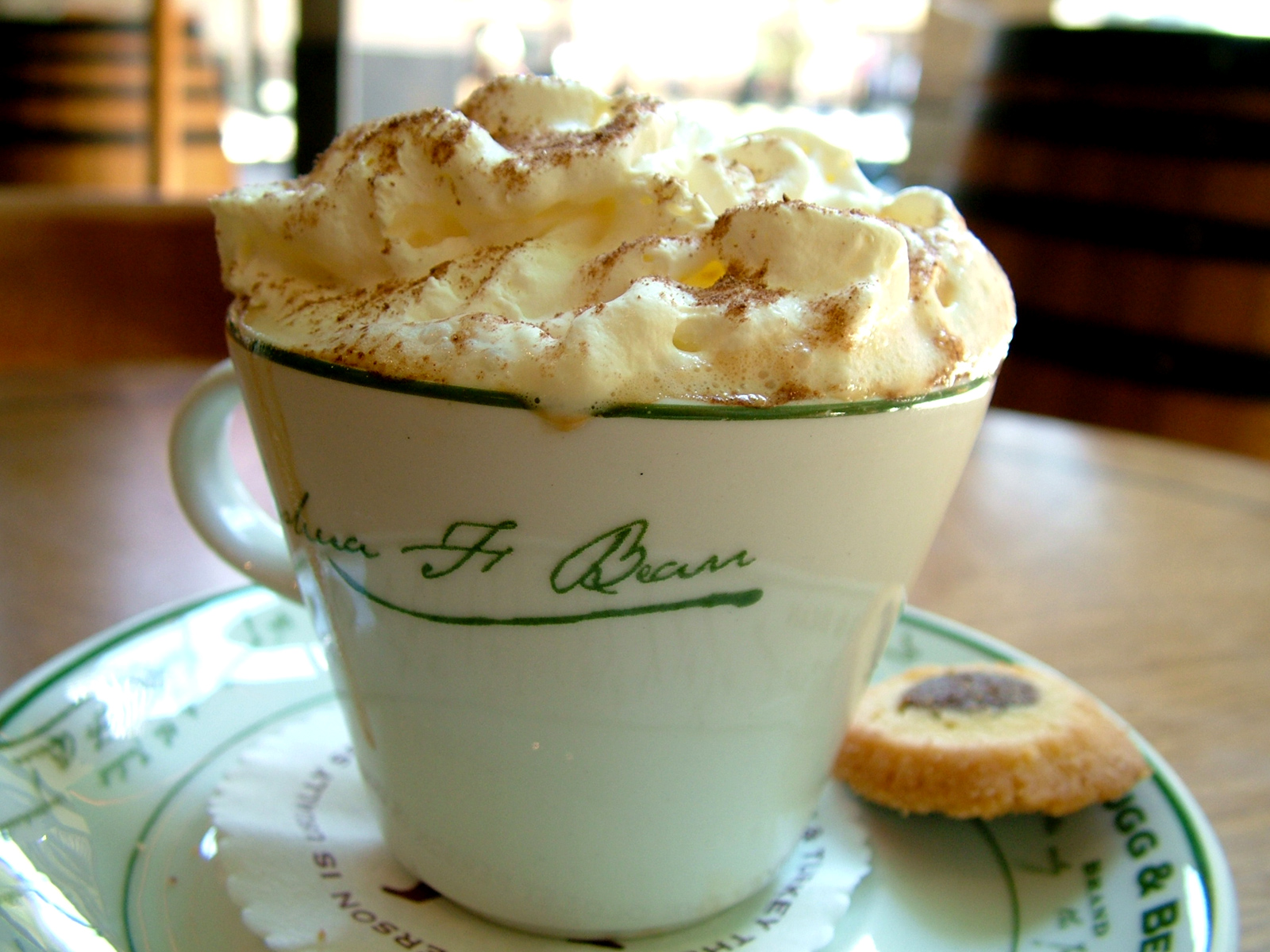
オーファンダルスのカフェ

オーファンダルス（スウェーデン語でOfvandahls）は、スウェーデンのウプサラ市にある伝統的なカフェ。エリク・オーファンダルスが1887年に開店した。
教科書やノートを店内に持ち込んで勉強や宿題をするのは禁止されているにもかかわらず、ウプサラ大学などの大学生に非常に人気がある。